# 青岛朝城路小学
36°3′37″N 120°18′22″E / 36.06028°N 120.30611°E

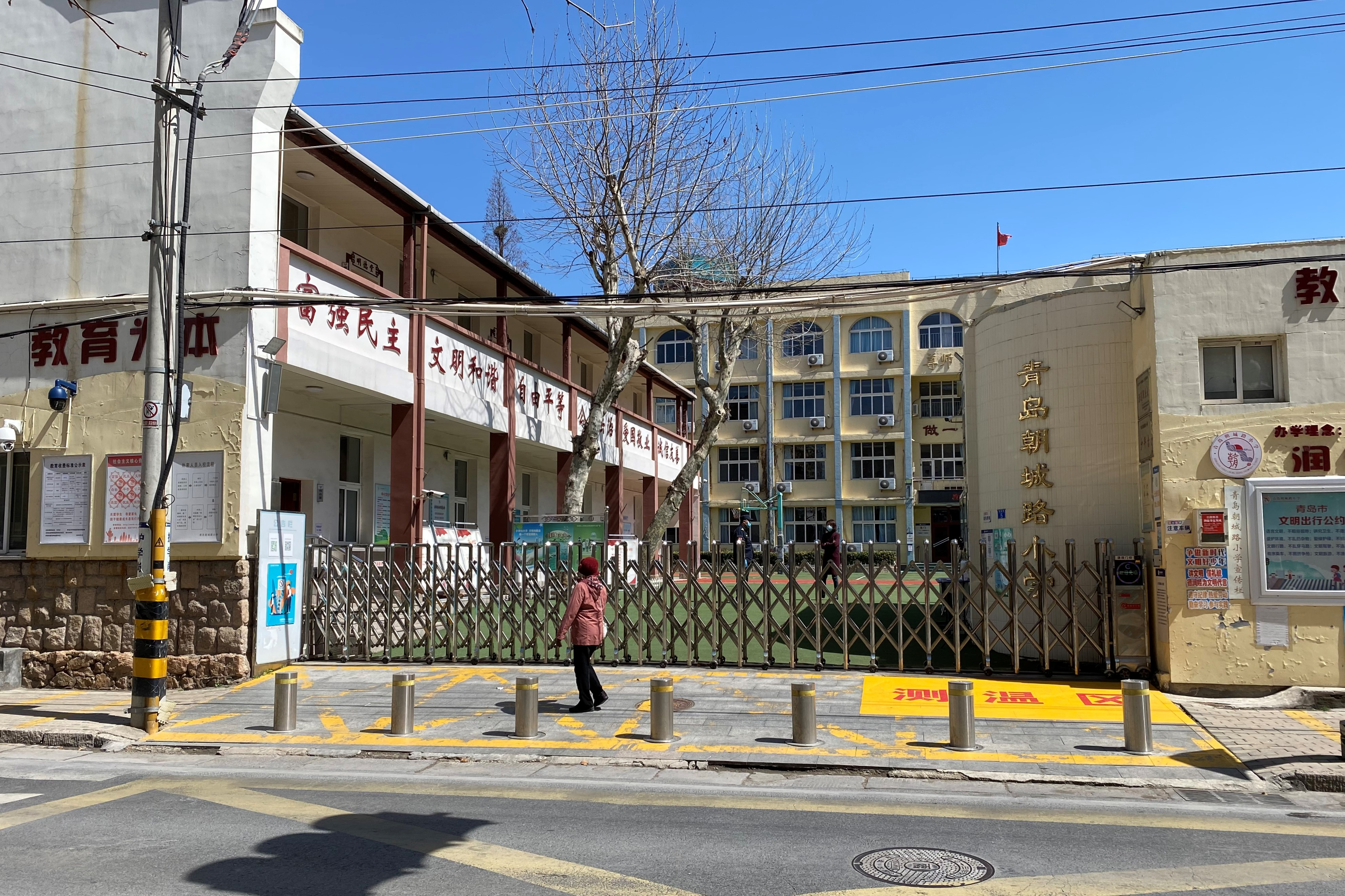
朝城路小学校门，2022年，左侧为建于1932年的旧教学楼

青岛朝城路小学是位于中国山东省青岛市市南区朝城路5号的一所小学，1932年建校。

## 校史
青岛朝城路小学为1932年由青岛市政府成立。1936年有教员17人，学生总人数605人，13个班，含：二部制初级班2个；全日制普通版8个，学生482人；全日制高级班2个，学生81人；幼稚园1个，学生42人。1937年，因全面抗战爆发，含朝城路小学在内的全市各级学校于8月22日停课。1938年9月16日，青岛市立女中因原校舍（今青岛实验初中址）被日军占据，在朝城路小学校舍复课。1945年抗战结束后，市立女中迁回原址，朝城路小学重建，名为“青岛市立朝城路中心国民学校”，有教员20人，16个教学班，学生800人。1949年5月，即青岛解放前夕，经青岛市军管会文教部调查，朝城路小学有19个班、1223名学生。
1955年，朝城路小学南侧的保育小学撤销并入，其校舍一并由朝城路小学接管。后来原保育小学校舍改为青岛第十二中学址。其后先后有单县路小学（1971年撤销）、广州路小学（1977年撤销）、河南路小学（太平路41号，1998年撤销）、大沽路小学（2000年撤销）、铁路第一小学（湖南路29号，2003年撤销）的部分师生并入该校。1987至1988年，该校有教学班19个，学生959人，教职工54人。
2009年，该校有21个教学班，近800名学生，56名教师。该校拥有全国巾帼文明示范岗、山东省艺术教育示范学校、山东省少先队工作规范化学校、山东省心理健康教育先进单位、青岛市文明单位标兵、青岛市规范化学校等荣誉称号。

## 校舍

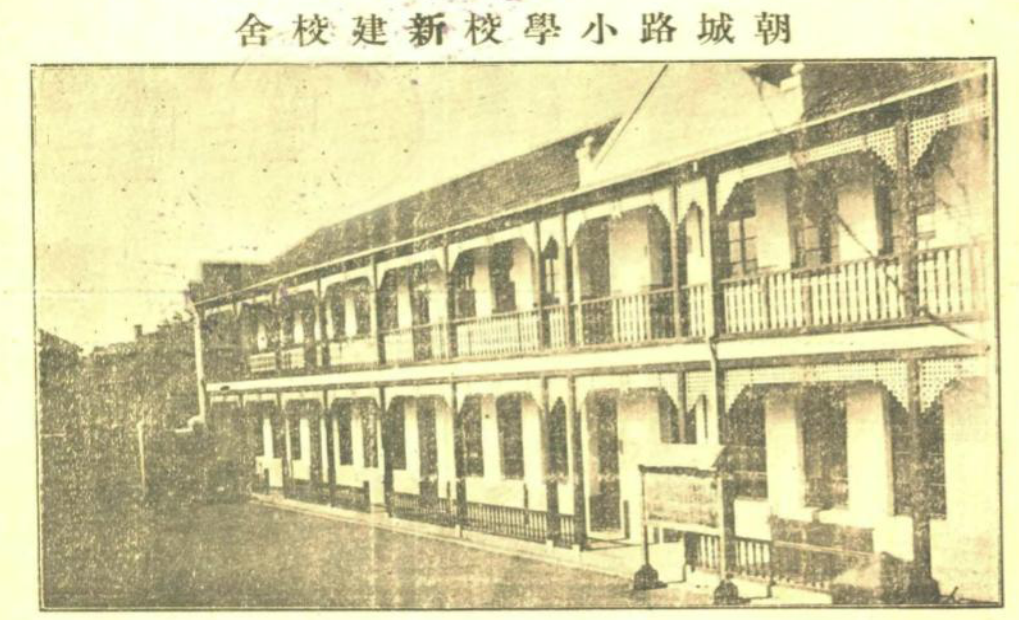
朝城路小学旧教学楼原貌

朝城路小学旧教学楼建于1932年，由青岛市工务局设计，建设费用23000元，当年1月开工，5月完工。该楼建成之初高二层，平面呈“一”字形展开，南侧为木结构敞廊，楼内有教室等12间，北侧附设礼堂。该楼现仅余西侧一段。
中华人民共和国成立后，校舍经过整修，建筑面积2466平方米，有南北两座教学楼及礼堂。1992年对旧校舍全面改造，新建一座面积约5100平方米的四层教学楼。